# Новая Гарь
Новая Гарь — станция (населенный пункт) в Котласском районе Архангельской области.

## География
Находится в юго-восточной части Архангельской области на расстоянии приблизительно 14 км на юг-юго-восток по прямой от станции Котлас-Узловой у железнодорожной линии Киров-Котлас.

## История
Станция Гарь открыта в 1946 году (ныне остановочный пункт). До 2022 года населенный пункт Новая Гарь входил в Черёмушское сельское поселение до его упразднения.

## Население
Численность населения: 36 человек (русские 100 %) в 2002 году, 24 в 2010.